# パエドルス

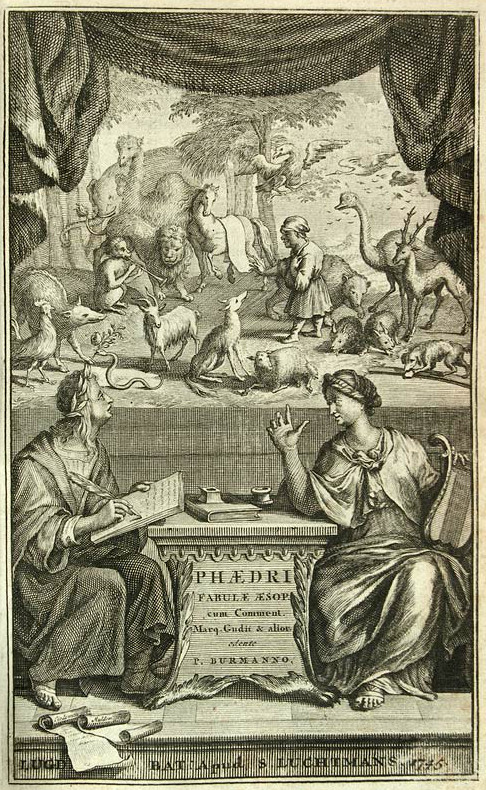
1745年に出版された寓話集の扉絵

ガイウス・ユリウス・パエドルス:335（Gaius Julius Phaedrus、紀元前18年ごろ-50年ごろ:102）は古代ローマの人物で、イソップ寓話をラテン語の韻文に改作した1世紀前半の『イソップ風寓話集』によって知られる。
名前はファエドルスとも書かれる:85:101。

## 生涯
パエドルスの生涯については同時代の人々による言及が存在せず、4世紀のアウィアヌスによるイソップ寓話集の序文においてパエドルスが5巻の寓話集を著したことを記すにとどまる:335:101。このためパエドルスの書物自身に記されている自伝的記述（第3巻の序文など）が唯一の資料となる。
パエドルスは自分をムネーモシュネーがムーサたちを生んだという伝説のあるマケドニアのピエリア (Pieria (regional unit)) の生まれと称するが、実際にギリシア北方のマケドニアかトラキアあたりの生まれであったと考えられる:335-336:101。ラテン語の教育ははやくから受けていたようである:336:101。
パエドルスは奴隷としてローマに連れてこられ、ローマ皇帝アウグストゥスに、ついでティベリウスに仕えた:336-337:102。その経緯ははっきりしないが、中務哲郎によるとトラキア地方の反乱がローマ軍に鎮圧されたときに奴隷とされてアウグストゥスの所有となり、その孫のルキウスの家庭教師とされ、後に自由民にされた:95。ティベリウスの時代にまず寓話集の第2巻までを公刊したが、親衛隊長セイヤヌスはこの作品をティベリウス批判の書と考えて皇帝侮辱罪で訴え、パエドルスは追放の身になった:337。西暦31年にセイヤヌスが失脚した後、ローマに戻って寓話集の第3巻以降を発表していったが、最終巻である第5巻を発表したときには相当に高齢であったらしい:337-339:102-103。

## 寓話集
『アウグストゥスの解放奴隷パエドルスによるイソップ風寓話集』(Phaedri Augusti liberti fabularum Aesopiarum libri)は5巻94話からなる:95。韻文で書かれた現存最初のイソップ寓話集であり（ただしプラトン『パイドン』によれば、ソクラテスがイソップ寓話を韻文化したという:94:49-51）、ラテン語で書かれた最初のイソップ寓話集でもある。韻律はセナリウス（イアンボスを6回重ねて1行とする）を使用している:12。各巻には序文と跋文（1巻と5巻以外）がある。第3巻はエウテュクス、第4巻はパルティクロ、第5巻はピレトゥスという人物に対して献呈されている:338。
作者本人の述べるところによると、従来イソップといえば説教を助けるためのものであったが、パエドルスは語り口によって芸術として賞味できるようにしたという:42。第4巻の第22話では、作品について「考えついたのはアエソプス、磨き上げたのは私の腕」:108と言っている。題名を『イソップ寓話』(fabulae Aesopi)でなく『イソップ風寓話』(fabulae Aesopiae)としたのもそのためである:84,341。
文体上はまずその簡潔で引き締まった表現を特徴とする:341-343:96-98。内容的には雑多で、イソップの寓話を翻案・韻文化したもののほか、イソップを使って当時の人物・世相を批判したもの、短編小説風逸話・滑稽譚・縁起譚の類の3種類に大別される:343-346。最初の方ほどイソップをもとにした作品が多く、後の方には新作が増える:96。他の古い寓話集であるアウグスブルク校訂本（231話）およびバブリオスのギリシア語韻文寓話集（143話）と共通する話は27話あり、ほとんどが第1巻と第4巻に集中している:106。

### 影響
パエドルスの寓話集は書かれた当時は必ずしも評価されず、半ば忘れられた存在だった:87-90。しかし中世に行われたロムルス集などのラテン語イソップ寓話集はパエドルスの散文化または焼き直しであり:90、これが15世紀のシュタインヘーヴェル (de:Heinrich Steinhöwel) により出版された本に収録されて普及したため、近世以降の有名な寓話は元をさかのぼればパエドルスに行きつくことになる:150-154。

### 日本語訳
大正14年（1925年）に出版された『世界童話大系』の第1巻に「フェードルス寓話集」（山崎光子訳）が収録され、イソップ寓話と重複しない36話が翻訳されている。
1998年には国文社から「叢書アレクサンドリア図書館」の第10巻としてパエドルス/バブリオス『イソップ風寓話集』が出版された（パエドルスは岩谷智訳）。ローブ・クラシカルライブラリーに収めるベン・エドウィン・ペリーによる『Babrius and Phaedrus』（1965年）を底本とし、全5巻とペロッティ (Niccolò Perotti) による補遺32篇、散文パラフレーズの補遺を収録している。